# Sacco di Marsiglia
Il sacco di Marsiglia è stato perpetrato dalle truppe del re Alfonso V d'Aragona tra il 20 e il 23 novembre 1423.
Luigi III, Conte d'Angiò e di Provenza era stato adottato dalla regina di Napoli Giovanna II, che non aveva successori diretti. Alfonso V rivendicando parimenti la corona di Napoli si batté contro Luigi III, che conseguì un effimero successo, obbligandolo a tornare in Aragona. Sulla via del ritorno, per vendicarsi degli alleati di Luigi, attaccò Marsiglia per tre giorni, la mise a sacco e l'incendiò. Questo episodio, relativamente poco noto, fu una delle più grandi catastrofi che la città subì nel corso della sua storia.

## Il contesto geopolitico
La seconda stirpe degli Angiò-Provenza e il casato di Aragona, già occupante la Sicilia, si scontrarono per il possesso del regno di Napoli.
Il re di Napoli, Ladislao, il vincitore di Luigi II d'Angiò, morì a Napoli il 6 agosto 1414. Non avendo figli, gli successe la sorella Giovanna II, di circa quarantacinque anni d'età e vedova di Guglielmo I d'Asburgo. Ella fu riconosciuta come regina di Napoli da papa Martino V, eletto al concilio di Costanza, che mise fine al Grande Scisma d'Occidente. Ella fu incoronata regina il 28 ottobre 1419 dal cardinale Pietro Morosini, legato pontificio 
.

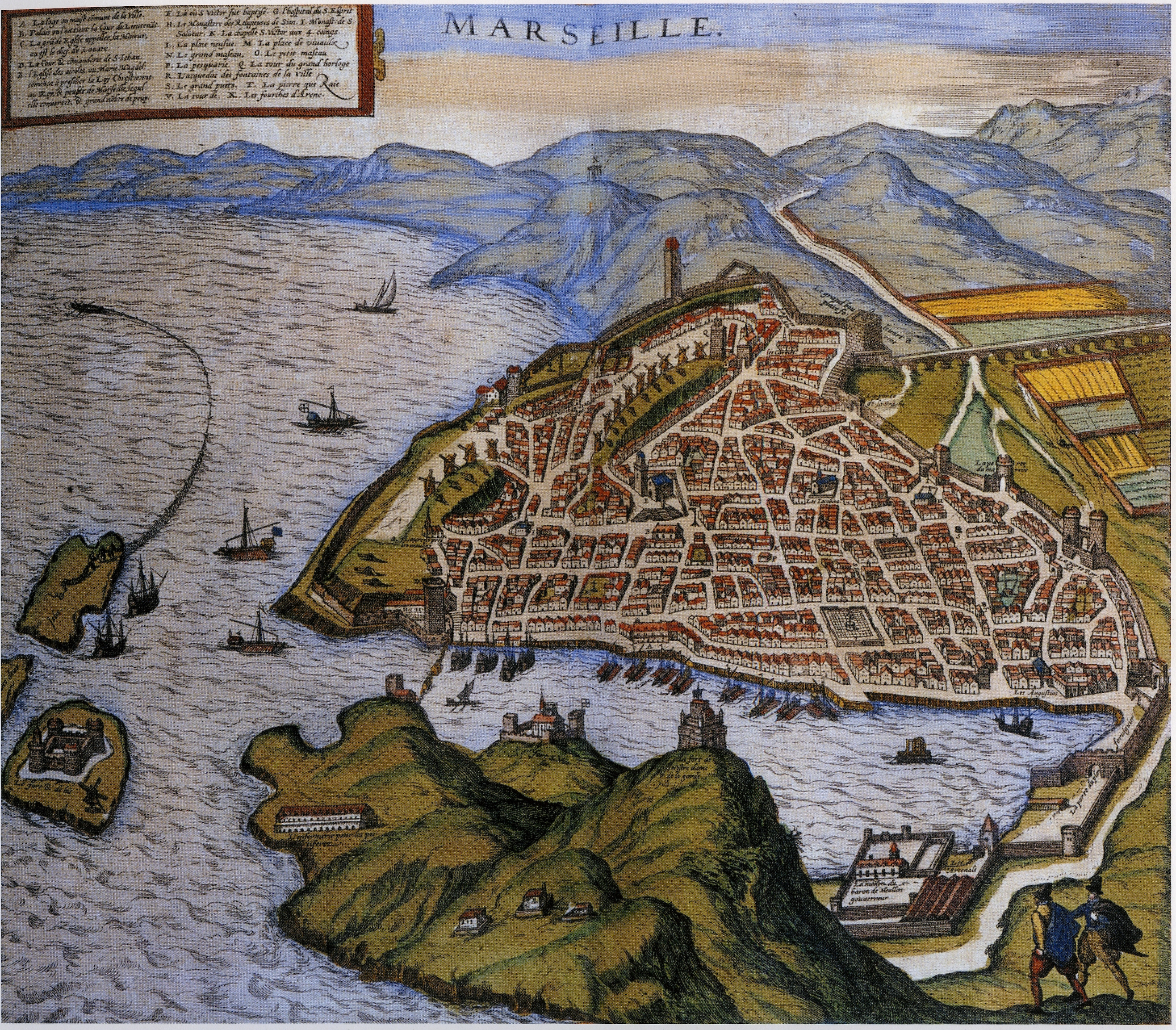
Veduta della città con la catena che sbarrava l'ingresso via mare al Vecchio porto - Mappa del 1584

Ma Giovanna II e Martino V non conservarono buoni rapporti e il papa cambiò opinione, trasferendo la corona di Napoli a Luigi III d'Angiò, figlio di Luigi II.
Con l'intervento delle galee genovesi e marsigliesi, Luigi III partì per il sud dell'Italia e arrivò davanti a Napoli il 15 agosto 1420. Giovanna II allora sollecitò l'intervento in suo soccorso di Alfonso V d'Aragona, che giunse davanti a Napoli, assediata da Luigi III, e liberò la città.. Ma l'intesa fra Giovanna II e Alfonso V non durò a lungo, poiché Alfonso non si accontentò della sua situazione di erede al trono ma voleva prendere il potere. Giovanna II cambiò nuovamente alleanza e adottò a sua volta Luigi III, rinnovando il 21 giugno 1413, a vantaggio di quest'ultimo, la donazione del regno che la regina Giovanna I aveva precedentemente fatto in favore di Luigi I. Questo atto fece del re di Aragona il nemico implacabile del casato degli Angiò.
Papa Martino V e Luigi III intervennero su Filippo Maria Visconti, duca di Milano, affinché riunisse una flotta a Pisa per attaccare Napoli. Di fronte a tale minaccia, e sapendo che suo cognato, re di Castiglia, minacciava i suoi stati, Alfonso V decise di rientrare in Aragona. Sapendo però che la città di Marsiglia si era in parte sguarnita per sostenere la campagna d'Italia di Luigi III, decise di attaccarla durante il suo ritorno.

## Marsiglia alla vigilia dell'attacco

### Un attacco annunciato

Pianta della città di Marsiglia nel 1423

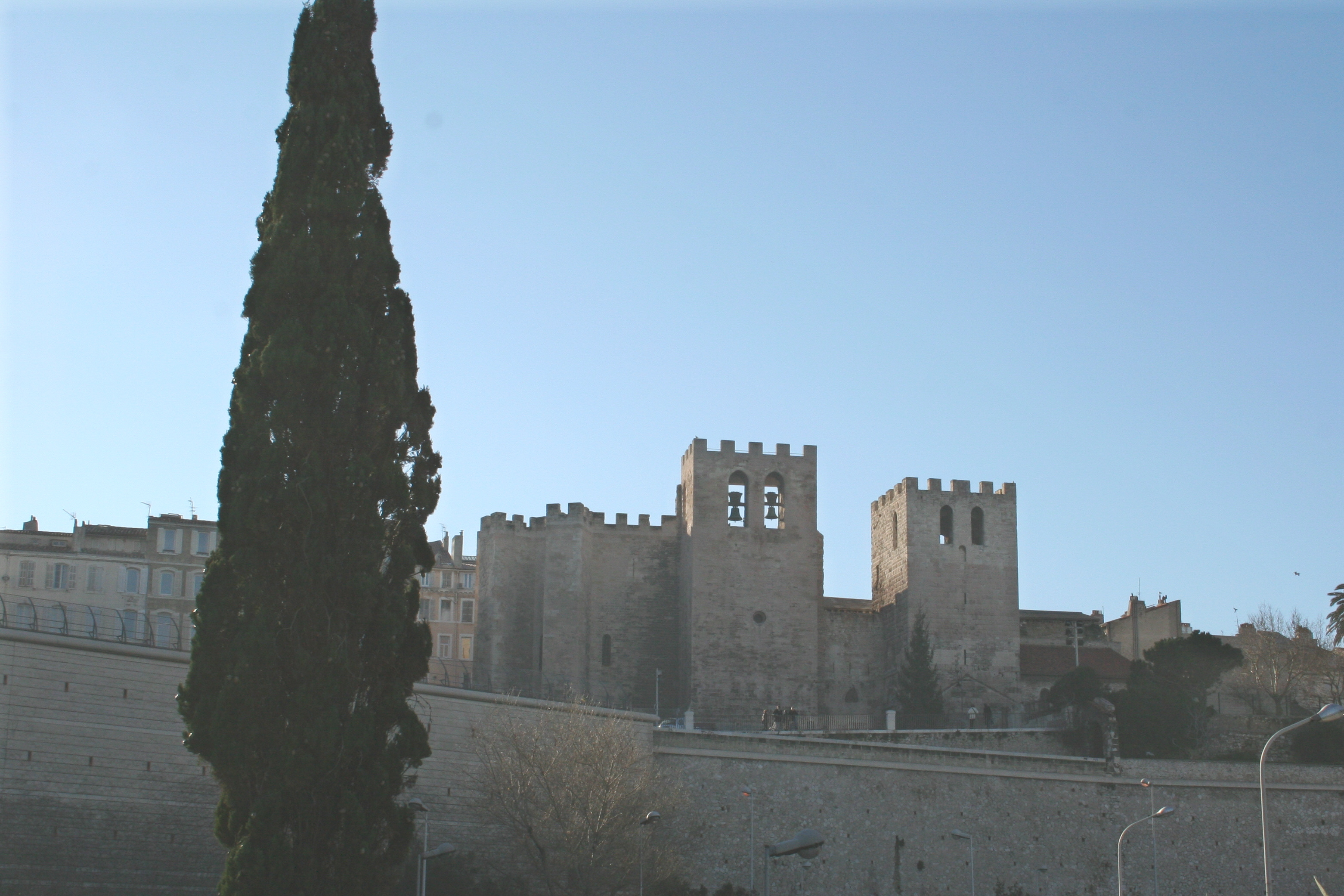
Veduta generale dell'abbazia di San Vittore. Facciata Nord dell'XI/XIV secolo che dà sul Vecchio porto.

Il governo municipale di Marsiglia non ignorò la minaccia che stava incombendo sulla città per il passaggio lungo le coste di Provenza della flotta nemica. Questa flotta era costituita da diciotto galere e dodici vascelli ed era stata avvistata prima a Nizza e poi a Tolone. Essendo i marsigliesi stati avvisati, dal mese di ottobre il tesoro dell'abbazia di San Vittore, come le reliquie di san Ludovico di Tolosa, conservate nel convento dei frati minori, furono poste al riparo all'interno dei bastioni.
Sfortunatamente la città non disponeva, per la difesa dei bastioni, che di 360 uomini mal armati. Ma, e soprattutto, Marsiglia non disponeva della sua flotta, avendo Luigi III condotto a Napoli le migliori navi del porto. Inoltre le imbarcazioni sfuggite a questo sequestro avevano riguadagnato il porto per essere disarmate in previsione dell'approssimarsi dell'inverno.
.

### Il sistema difensivo della città
La città medievale era situata interamente sulla riva nord del porto. Essa si concentrava intorno alle colline di Saint-Laurent, dei Moulins e dei Carmes. I bastioni iniziavano pressappoco nella parte bassa dell'attuale Canebière, seguendo corso Belsunce, raggiungeva la riva a livello della cattedrale della Major, poi raggiungeva la torre Maubert, oggi torre di roi René, all'interno del Forte Saint-Jean. Al fondo del porto, ma all'esterno dei bastioni, si trovava, al posto dell'attuale quai des Belges, l'impianto Fourmiguier, dedicato alle costruzioni navali. La riva sud della città, situata a nord del Vecchio porto, non era protetta da bastioni. Tutta la riva meridionale del Vecchio Porto apparteneva all'abbazia di San Vittore e non era urbanizzata.
Il sistema difensivo del porto, come lo si può ricostruire a partire dai documenti di archivio, era tutto concentrato a livello del canale. L'ingresso al porto, largo un centinaio di metri, si componeva di due parti ben distinte. La parte sud per circa settanta metri era ostruita da massi più o meno affioranti, che impedivano il passaggio delle navi. Solo la parte sud, per una larghezza di circa trenta metri costituiva il passaggio navigabile.
Per controllare quest'ultimo, esso era sbarrato da una catena amovibile, ma la difficoltà di tendere una catena lunga una trentina di metri aveva portato a dividere il passaggio in due parti uguali. Per questo, una torre probabilmente in legno fu costruita al centro; due catene lunghe una trentina di metri erano state tirate, permettendo così d'impedire o consentire l'accesso delle navi al porto.

## L'attacco e il saccheggio della città
Il 18 novembre 1423 le guardie di vedetta sul Marseilleveyre e presso sulla collina della Garde, segnalarono l'arrivo della flotta aragonese al largo della città. Il 20 novembre un primo contingente di soldati sbarcò in un'ansa situata a ovest di San Vittore, probabilmente l'"ansa dei Catalani" (denominazione del XVIII secolo dovuta probabilmente a un altro evento: l'insediamento di alcuni pescatori catalani dopo la peste del 1720). Gli aragonesi s'impossessarono dell'abbazia di San Vittore e della cappella di Saint-Nicolas.

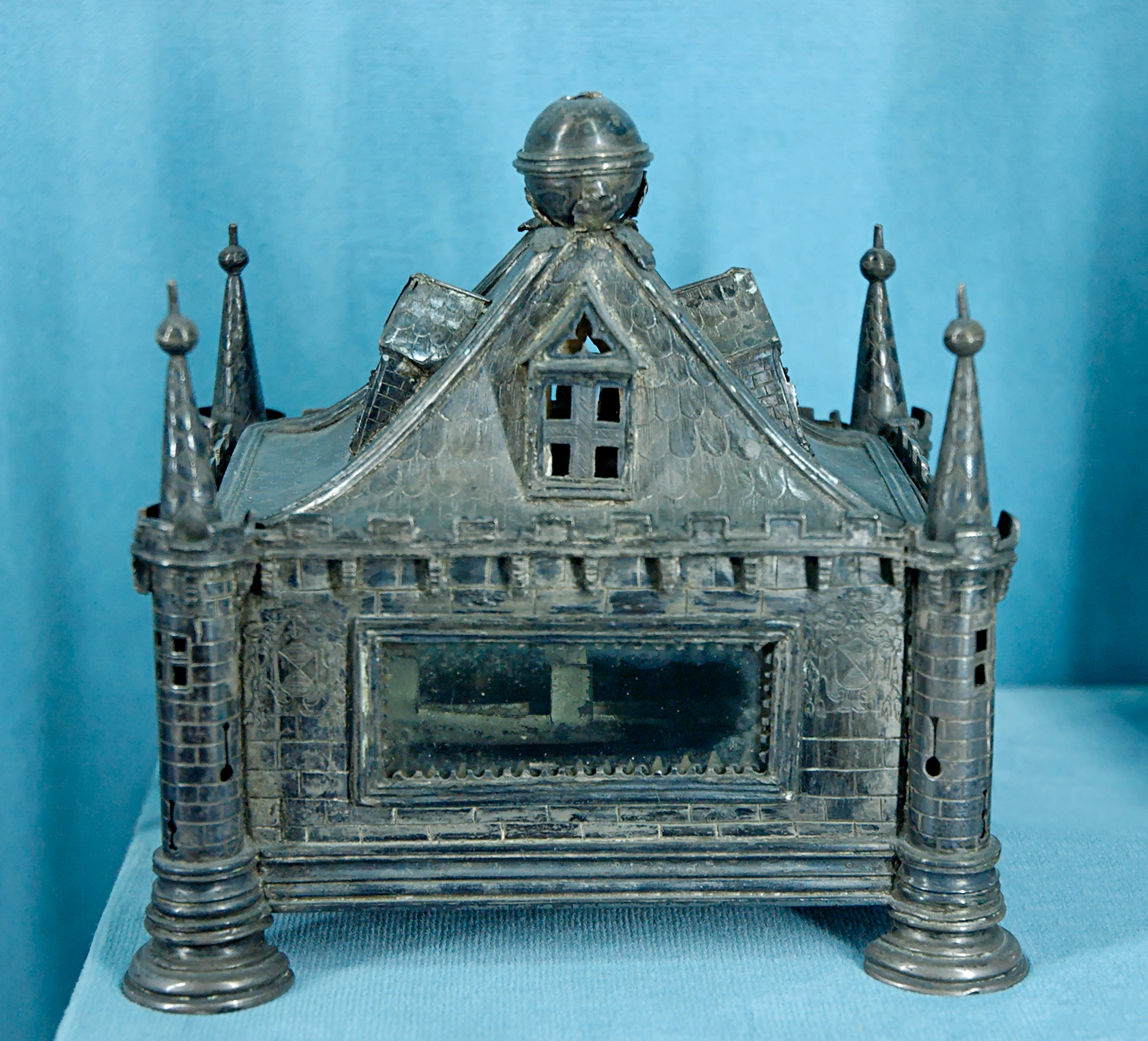
Reliquiario d'argento di san Ludovico di Tolosa (XV –XVII secolo),
Musée du Moyen Âge de Cluny.

Nonostante la resistenza feroce dei difensori della Torre Maubert, che si trovava al posto dell'attuale Torre del roi René nel forte Saint-Jean, la pesante catena che sbarrava l'ingresso del porto fu rotta e le galere catalane entrarono nel porto. La nave di Bertrand Forbin, che era stata piazzata di fronte alle catene per impedire l'entrata in porto, fu colata a picco da quattro galere catalane.

### Il saccheggio della città
La riva nord dell'attuale Vecchio Porto era riservata al commercio e all'attracco delle navi per il carico e lo scarico delle merci ed era sprovvista di bastioni protettivi. Gli abitanti si difesero casa per casa, ma i catalani appiccarono fuoco. Le abitazioni, ampiamente realizzate con strutture in legno, s'incendiarono ancor di più, in quanto le fiamme erano alimentate da un violento vento. Incendio e saccheggi durarono tre giorni.

Gli aragonesi devastarono il convento dei frati minori per impadronirsi della cassa e delle reliquie di san Ludovico di Tolosa. Nonostante le precauzioni prese per mettere al sicuro queste reliquie, esse furono scoperte grazie a un'informazione ottenuta dai saccheggiatori.

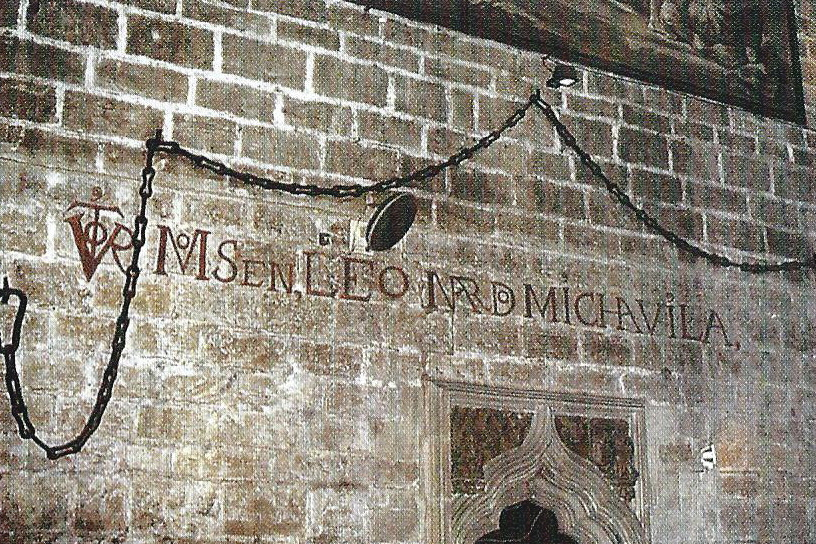
Catena del porto di Marsiglia nella cattedrale di Valencia in Spagna

La città, priva di navi, di soldati e di armi, in quel momento impegnate nelle operazioni a Napoli, subì un disastro; nonostante il coraggio degli abitanti, questo handicap fu accentuato dall'incapacità delle autorità a coordinare l'azione delle milizie urbane. Il viguier della città, Arnaud de Villeneuve, giovane cavaliere di una ventina di anni, il primo sindaco Gaspard de Ricavi (signore de Fuveau) e il secondo sindaco Gabriel de Sarda, pare fossero fuggiti rapidamente dalla città.
Alfonso V richiamò i suoi uomini il 23 novembre e fece ancorare le sue galere presso l'arcipelago delle Frioul. Partì poi per l'Aragona a fine novembre portandovi come trofeo le reliquie di san Ludovico e le due parti delle catene del porto. Ma i guai della città non erano terminati, poiché, dopo il ritiro dei soldati aragonesi, i malfattori della città proseguirono il saccheggio. Il viguier di Aix-en-Provence, Louis de Bouliers, visconte di Reillanne, giunse più tardi e fece porre termine al saccheggio.
La perdita delle reliquie di san Luigi d'Angiò toccò vivamente la popolazione, profondamente attaccata al ricordo del santo, soprattutto dopo la traslazione dei suoi resti, in presenza di suo fratello, il re Roberto d'Angiò, nel convento dei frati minori. Per recuperare queste reliquie, la città fece numerosi passi, dal 1424 al 1431, presso Alfonso V e lo stesso fecero il cardinale Pierre de Foix, legato di papa Martino V presso Alfonso V, lo stesso papa Martino V e il re di Francia Carlo VII. Tutti questi interventi risultarono vani. Queste reliquie furono rese in piccola parte il 24 giugno 1956 e riposte per la venerazione nella chiesa marsigliese di San Ferreolo, dalla quale vennero trafugate nel 1993 e fino ad ora non ritrovate.
La catena del porto è ancor oggi esposta sul muro della Cattedrale di Valencia, in Spagna.

## Il lento ritorno degli abitanti

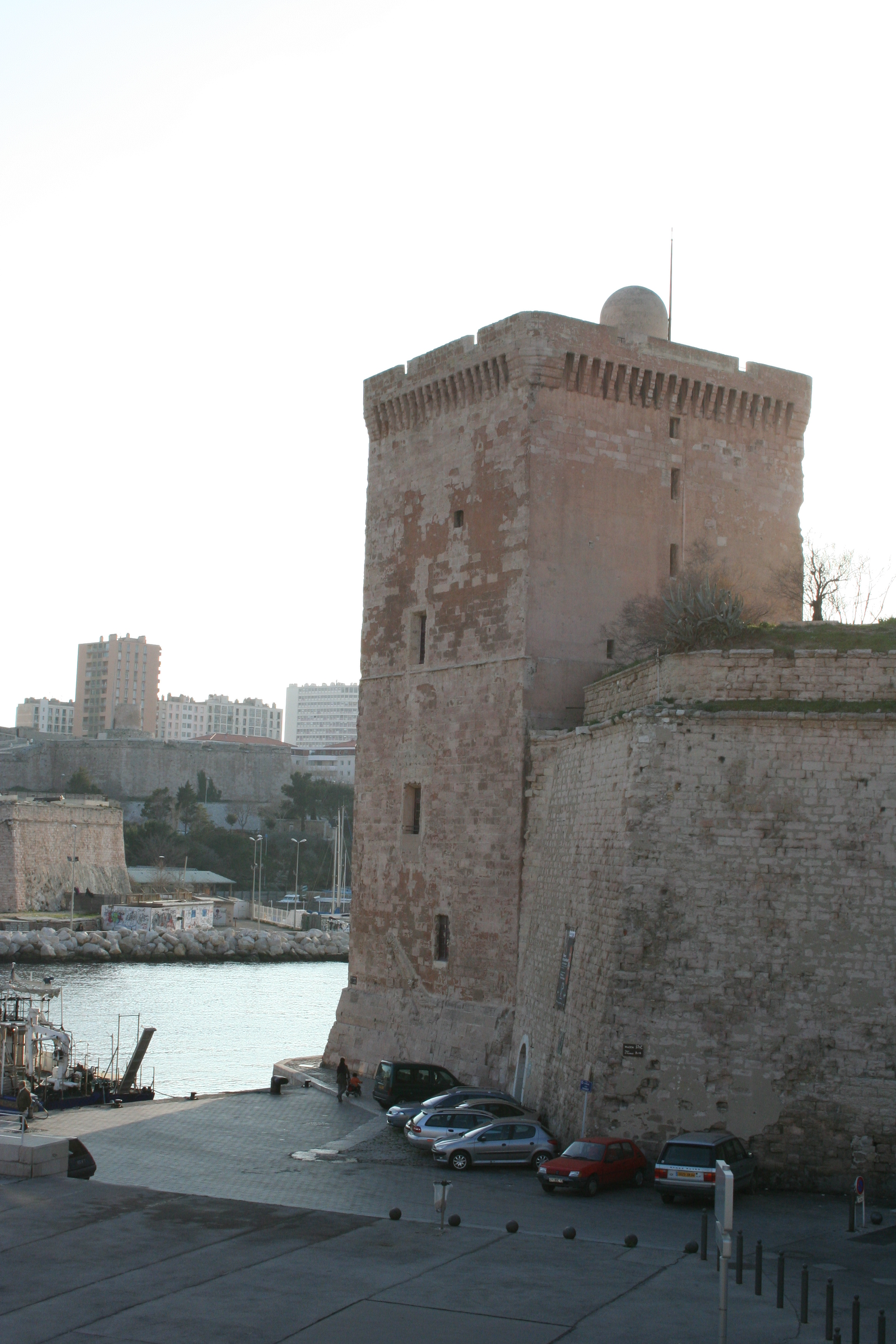
Torre di roi René nel Forte Saint-Jean, costruita nel 1447 al posto della torre Maubert

I marsigliesi furono lenti a rientrare nella loro città. Di fronte a questa reticenza, il 24 maggio 1426, la regina Yolanda, madre di Luigi III, ordinò agli abitanti che erano fuggiti al momento dell'invasione, di rientrare nelle loro case per le necessarie ricostruzioni, pena la confisca dei loro beni. Il re di Francia, Carlo VII autorizzò il trasporto del legno del Delfinato in franchigia fiscale, per la ricostruzione della carpenteria delle case distrutte..
La città si occupò prioritariamente della difesa, accettando nuove armi e pezzi di artiglieria; per questo essa contrasse un grosso debito presso alcuni banchieri avignonesi. Per garantire la sicurezza all'ingresso del porto, un'imbarcazione fu adibita alla sorveglianza del passaggio, poi, nel 1425, una catena fu reinstallata nel passaggio.. Essendo troppo onerosa la manutenzione della torre Mauber, il perno della difesa del passaggio fu trasferito di fronte al livello della cappella di Saint Nicolas.
Non fu che più tardi, dal 1447 l 1452, sotto il regno di Renato d'Angiò, fratello di Luigi III, che la torre fu ricostruita e incorporata nel Forte Saint-Jean.
La città di Marsiglia equipaggiò a sue spese dei vascelli particolarmente adatti alla guerra di corsa, contro le navi catalane. L'audacia dei loro capitaine era grande: Boton non esitò a introdursi nel porto di Aigues-Mortes, che allora era parte del regno di Francia, per catturare una nave di Collioure, con il rischio di provocare una crisi diplomatica tra la Provenza e la Francia.
Tuttavia Marsiglia confermò il suo attaccamento viscerale alla libera circolazione tra il porto e la città; in effetti in nuovo viguier, Astorge de Peyre, dovette rinunciare a trasformare in bastione la prima linea di case lungo il molo a nord del porto.
Per rimediare ai gravi danni causati al commercio aragonese, i catalani organizzarono una spedizione di rappresaglia, sbarcando all'estuario del Rodano per porre sotto assedio Marsiglia, ma il governo della contea stava in guardia e respinse il nemico. Una tregua venne conclusa il 15 giugno 1451. 
S'instaurò una pace precaria: uno dei segni di questo ritorno alla pace fu la creazione di una giurisdizione famosa, quella dei Virtuosi pescatori di Marsiglia. Il commercio riprese poco a poco. 